# Ronde van Trentino 2015
De 39e editie van de wielerwedstrijd Ronde van Trentino vond plaats in 2015 van 21 tot en met 24 april. De start was in Riva del Garda, de finish in Cles. De ronde maakte deel uit van de UCI Europe Tour 2015, in de categorie 2.HC. In 2014 won de Australiër Cadel Evans. Deze editie werd gewonnen door zijn landgenoot Richie Porte.

## Deelnemende ploegen
| WorldTour         | ProContinentaal         | Continentaal       | Nationaal |
| ----------------- | ----------------------- | ------------------ | --------- |
| AG2R La Mondiale  | Androni Giocattoli      | Tirol Cycling Team | Italië    |
| Astana            | Bardiani CSF            |                    |           |
| Cannondale-Garmin | Bora-Argon 18           |                    |           |
| Team Sky          | Caja Rural-Seguros RGA  |                    |           |
|                   | Colombia                |                    |           |
|                   | Cult Energy Pro Cycling |                    |           |
|                   | MTN-Qhubeka             |                    |           |
|                   | Nippo-Vini Fantini      |                    |           |
|                   | RusVelo                 |                    |           |
|                   | Southeast Pro Cycling   |                    |           |

## Etappe-overzicht
| etappe | datum    | start          | finish                       | type           | afstand  | winnaar            | klassementsleider |
| ------ | -------- | -------------- | ---------------------------- | -------------- | -------- | ------------------ | ----------------- |
| 1e     | 21 april | Riva del Garda | Arco                         | Ploegentijdrit | 13,3 km  | Bora-Argon 18      | Cesare Benedetti  |
| 2e     | 22 april | Dro            | Brentonico (Parco del Baldo) | Bergrit        | 168,2 km | Richie Porte       | Richie Porte      |
| 3e     | 23 april | Ala            | Fierozzo Val dei Mòcheni     | Bergrit        | 183,8 km | Domenico Pozzovivo | Richie Porte      |
| 4e     | 24 april | Malè           | Cles                         | Heuvelrit      | 161,5 km | Paolo Tiralongo    | Richie Porte      |

## Etappe-uitslagen

### 1e etappe
| Riva del Garda – Arco (13,3 km (TTT)) |                        |        |
| Plaats                                | Ploeg                  | Tijd   |
|                                       | Bora-Argon 18          | 14'05" |
| 2                                     | Team Sky               | + 0"   |
| 3                                     | Astana                 | + 4"   |
| 4                                     | AG2R La Mondiale       | + 7"   |
| 5                                     | Caja Rural-Seguros RGA | + 19"  |
| 6                                     | Southeast Pro Cycling  | + 22"  |
| 7                                     | MTN-Qhubeka            | + 24"  |
| 8                                     | Cannondale-Garmin      | + 24"  |
| 9                                     | Nippo-Vini Fantini     | + 31"  |
| 10                                    | Bardiani CSF           | + 36"  |

| Algemeen klassement |                  |               |          |
| Plaats              | Naam             | Ploeg         | Tijd     |
| Paarse trui         | Cesare Benedetti | Bora-Argon 18 | 4u13'43" |
| 2                   | Patrick Konrad   | Bora-Argon 18 | z.t.     |
| 3                   | Emanuel Buchmann | Bora-Argon 18 | z.t.     |
| 4                   | José Mendes      | Bora-Argon 18 | z.t.     |
| 5                   | Dominik Nerz     | Bora-Argon 18 | z.t.     |
| 6                   | Richie Porte     | Team Sky      | z.t.     |
| 7                   | Sebastián Henao  | Team Sky      | z.t.     |
| 8                   | Leopold König    | Team Sky      | z.t.     |
| 9                   | David López      | Team Sky      | z.t.     |
| 10                  | Ian Boswell      | Team Sky      | z.t.     |

### 2e etappe
| Dro – Brentonico (Parco del Baldo) (168,2 km) |                 |                    |          |
| Plaats                                        | Naam            | Ploeg              | Tijd     |
| Winnaar                                       | Richie Porte    | Team Sky           | 4u36'37" |
| 2                                             | Mikel Landa     | Astana             | + 16"    |
| 3                                             | Damiano Cunego  | Nippo-Vini Fantini | + 32"    |
| 4                                             | Leopold König   | Team Sky           | z.t.     |
| 5                                             | Rodolfo Torres  | Colombia           | z.t.     |
| 6                                             | Edoardo Zardini | Bardiani CSF       | z.t.     |
| 7                                             | Dario Cataldo   | Astana             | + 43"    |
| 8                                             | Stefano Pirazzi | Bardiani CSF       | z.t.     |
| 9                                             | Louis Meintjes  | MTN-Qhubeka        | z.t.     |
| 10                                            | José Mendes     | Bora-Argon 18      | + 49"    |

| Algemeen klassement |                 |                    |          |
| Plaats              | Naam            | Ploeg              | Tijd     |
| Paarse trui         | Richie Porte    | Team Sky           | 4u50'32" |
| 2                   | Mikel Landa     | Astana             | + 24"    |
| 3                   | Leopold König   | Team Sky           | + 42"    |
| 4                   | Dario Cataldo   | Astana             | + 57"    |
| 5                   | José Mendes     | Bora-Argon 18      | + 59"    |
| 6                   | Damiano Cunego  | Nippo-Vini Fantini | + 1'09"  |
| 7                   | Louis Meintjes  | MTN-Qhubeka        | + 1'17"  |
| 8                   | Edoardo Zardini | Bardiani CSF       | + 1'18"  |
| 9                   | David López     | Team Sky           | + 1'23"  |
| 10                  | Stefano Pirazzi | Bardiani CSF       | + 1'29"  |

### 3e etappe
| Ala – Fierozzo Val dei Mòcheni (183,8 km) |                    |                    |          |
| Plaats                                    | Naam               | Ploeg              | Tijd     |
| Winnaar                                   | Domenico Pozzovivo | AG2R La Mondiale   | 4u54'12" |
| 2                                         | Mikel Landa        | Astana             | + 5"     |
| 3                                         | Richie Porte       | Team Sky           | z.t.     |
| 4                                         | Romain Bardet      | AG2R La Mondiale   | z.t.     |
| 5                                         | Damiano Cunego     | Nippo-Vini Fantini | z.t.     |
| 6                                         | Rodolfo Torres     | Colombia           | + 13"    |
| 7                                         | Dario Cataldo      | Astana             | + 15"    |
| 8                                         | Diego Rosa         | Astana             | z.t.     |
| 9                                         | Louis Meintjes     | MTN-Qhubeka        | + 17"    |
| 10                                        | Leopold König      | Team Sky           | z.t.     |

| Algemeen klassement |                    |                    |          |
| Plaats              | Naam               | Ploeg              | Tijd     |
| Paarse trui         | Richie Porte       | Team Sky           | 9u44'45" |
| 2                   | Mikel Landa        | Astana             | + 22"    |
| 3                   | Leopold König      | Team Sky           | + 58"    |
| 4                   | Dario Cataldo      | Astana             | + 1'11"  |
| 5                   | Damiano Cunego     | Nippo-Vini Fantini | + 1'13"  |
| 6                   | José Mendes        | Bora-Argon 18      | + 1'15"  |
| 7                   | Domenico Pozzovivo | AG2R La Mondiale   | + 1'32"  |
| 8                   | Louis Meintjes     | MTN-Qhubeka        | + 1'33"  |
| 9                   | Romain Bardet      | AG2R La Mondiale   | + 1'34"  |
| 10                  | Edoardo Zardini    | Bardiani CSF       | + 1'37"  |

### 4e etappe
| Malè – Cles (161,5 km) |                        |                        |          |
| Plaats                 | Naam                   | Ploeg                  | Tijd     |
| Winnaar                | Paolo Tiralongo        | Astana                 | 3u58'07" |
| 2                      | David Arroyo           | Caja Rural-Seguros RGA | z.t.     |
| 3                      | Fabio Duarte           | Colombia               | z.t.     |
| 4                      | Alessandro Bisolti     | Nippo-Vini Fantini     | + 37"    |
| 5                      | Jean-Christophe Peraud | AG2R La Mondiale       | z.t.     |
| 6                      | Gianfranco Zilioli     | Androni Giocattoli     | z.t.     |
| 7                      | Simone Petilli         | Italië                 | + 39"    |
| 8                      | Amets Txurruka         | Caja Rural-Seguros RGA | + 49"    |
| 9                      | Stefano Pirazzi        | Bardiani CSF           | z.t.     |
| 10                     | José Mendes            | Bora-Argon 18          | z.t.     |

## Eindklassementen
| Plaats      | Naam                | Ploeg              | Tijd      |
| ----------- | ------------------- | ------------------ | --------- |
| Paarse trui | Richie Porte        | Team Sky           | 13u43'41" |
| 2           | Mikel Landa         | Astana             | + 22"     |
| 3           | Leopold König       | Team Sky           | + 58"     |
| 4           | Dario Cataldo       | Astana             | + 1'11"   |
| 5           | Damiano Cunego      | Nippo-Vini Fantini | + 1'13"   |
| 6           | José Mendes         | Bora-Argon 18      | + 1'15"   |
| 7           | Domenico Pozzovivo  | AG2R La Mondiale   | + 1'32"   |
| 8           | Louis Meintjes      | MTN-Qhubeka        | + 1'33"   |
| 9           | Romain Bardet       | AG2R La Mondiale   | + 1'34"   |
| 10          | Edoardo Zardini     | Bardiani CSF       | + 1'37"   |
| 11          | Stefano Pirazzi     | Bardiani CSF       | + 1'48"   |
| 12          | Rodolfo Torres      | Colombia           | z.t.      |
| 13          | Diego Rosa          | Astana             | + 2'12"   |
| 14          | Ryder Hesjedal      | Cannondale-Garmin  | + 4'00"   |
| 15          | Kanstantsin Siwtsow | Team Sky           | + 4'44"   |
| 16          | Tanel Kangert       | Astana             | + 5'10"   |
| 17          | Gianfranco Zilioli  | Androni Giocattoli | + 6'27"   |
| 18          | Paolo Tiralongo     | Astana             | + 6'35"   |
| 19          | Merhawi Kudus       | MTN-Qhubeka        | + 7'11"   |
| 20          | Emanuel Buchmann    | Bora-Argon 18      | + 7'30"   |

| Plaats    | Naam              | Ploeg              | Punten |
| --------- | ----------------- | ------------------ | ------ |
| Rode trui | Cesare Benedetti  | Bora-Argon 18      | 8      |
| 2         | Lukas Pöstlberger | Tirol Cycling Team | 8      |
| 3         | Paul Voss         | Bora-Argon 18      | 6      |

| Plaats      | Naam              | Ploeg              | Punten |
| ----------- | ----------------- | ------------------ | ------ |
| Groene trui | Rodolfo Torres    | Colombia           | 20     |
| 2           | Lukas Pöstlberger | Tirol Cycling Team | 12     |
| 3           | Richie Porte      | Team Sky           | 12     |

| Plaats     | Naam             | Ploeg         | Tijd      |
| ---------- | ---------------- | ------------- | --------- |
| Witte trui | Louis Meintjes   | MTN-Qhubeka   | 13u45'14" |
| 2          | Merhawi Kudus    | MTN-Qhubeka   | + 5'38"   |
| 3          | Emanuel Buchmann | Bora-Argon 18 | + 5'57"   |

| Plaats | Ploeg            | Tijd      |
| ------ | ---------------- | --------- |
|        | Astana           | 59u22'23" |
| 2      | Team Sky         | + 1'53"   |
| 3      | AG2R La Mondiale | + 9'41"   |

## Klassementenverloop
| Etappe       | Winnaar            | Algemeen klassement · | Puntenklassement ·  | Bergklassement · | Jongerenklassement · | Ploegenklassement · |
| ------------ | ------------------ | --------------------- | ------------------- | ---------------- | -------------------- | ------------------- |
| 1            | Bora-Argon 18      | Cesare Benedetti      | niet uitgereikt     | niet uitgereikt  | Emanuel Buchmann     | Bora-Argon 18       |
| 2            | Richie Porte       | Richie Porte          | Lasse Norman Hansen | Rodolfo Torres   | Louis Meintjes       | Team Sky            |
| 3            | Domenico Pozzovivo | Richie Porte          | Lukas Pöstlberger   | Rodolfo Torres   | Louis Meintjes       | Astana              |
| 4            | Paolo Tiralongo    | Richie Porte          | Cesare Benedetti    | Rodolfo Torres   | Louis Meintjes       | Astana              |
| 0Eindstanden | 0Eindstanden       | Richie Porte          | Cesare Benedetti    | Rodolfo Torres   | Louis Meintjes       | Astana              |

1962 · 1963 · 1964-78 ·1979 · 1980 · 1981 · 1982 · 1983 · 1984 · 1985 · 1986 · 1987 · 1988 · 1989 · 1990 · 1991 · 1992 · 1993 · 1994 · 1995 · 1996 · 1997 · 1998 · 1999 · 2000 · 2001 · 2002 · 2003 · 2004 · 2005 · 2006 · 2007 · 2008 · 2009 · 2010 · 2011 · 2012 · 2013 · 2014 · 2015 · 2016 · 2017 · 2018 · 2019 · 2020 · 2021 · 2022 · 2023 · 2024
Etappewedstrijden

 Ster van Bessèges · 
 Ronde van de Algarve · 
 Ruta del Sol · 
 Ronde van de Haut-Var · 
 Driedaagse van West-Vlaanderen · 
 Internationale Wielerweek · 
 Internationaal Wegcriterium · 
 Driedaagse van De Panne-Koksijde · 
 Ronde van de Sarthe · 
 Ronde van Castilië en León · 
 Ronde van Trentino · 
 Ronde van Kroatië · 
 Ronde van Turkije · 
 Ronde van Yorkshire · 
 Ronde van Asturië · 
 Vierdaagse van Duinkerke · 
 Ronde van Azerbeidzjan · 
 Ronde van Madrid · 
 Ronde van Beieren · 
 Ronde van Picardië · 
 Ronde van Noorwegen · 
 World Ports Classic · 
 Tour des Fjords · 
 Ronde van Estland · 
 Ronde van België · 
 Ronde van Luxemburg · 
 Boucles de la Mayenne · 
 Ster ZLM Toer · 
 Ronde van Slovenië · 
 Route du Sud · 
 Sibiu Cycling Tour · 
 Ronde van Oostenrijk · 
 Ronde van Wallonië · 
 Ronde van Portugal · 
 Ronde van Burgos · 
 Ronde van Denemarken · 
 Ronde van de Ain · 
 Ronde van Tsjechië · 
 Arctic Race of Norway · 
 Ronde van de Limousin · 
 Ronde van Poitou-Charentes · 
 Ronde van Groot-Brittannië · 
 Ronde van Gévaudan Languedoc-Roussillon · 
 Eurométropole Tour
Eendaagse wedstrijden

 Trofeo Santanyí-Ses Salines-Campos · 
 Trofeo Andratx-Mirador d'Es Colomer · 
 Trofeo Serra de Tramuntana · 
 Trofeo Playa de Palma-Palma · 
 GP La Marseillaise · 
 Grote Prijs van de Etruskische Kust · 
 Ronde van Murcia · 
 Clásica de Almería · 
 Trofeo Laigueglia · 
 Omloop Het Nieuwsblad · 
 Classic Sud Ardèche · 
 GP Lugano · 
 La Drôme Classic · 
 Kuurne-Brussel-Kuurne · 
 Le Samyn · 
 Strade Bianche · 
 Ronde van Drenthe · 
 Dwars door Drenthe · 
 Nokere Koerse · 
 GP Nobili Rubinetterie · 
 Handzame Classic · 
 Ronde van Zeeland Seaports · 
 Classic Loire-Atlantique · 
 Grote Prijs van Cholet-Pays de Loire · 
 Dwars door Vlaanderen · 
 Classica Corsica · 
 Route Adélie de Vitré · 
 Grote Prijs Miguel Indurain · 
 Volta Limburg Classic · 
 Ronde van La Rioja · 
 Parijs-Camembert · 
 Scheldeprijs · 
 Klasika Primavera · 
 Brabantse Pijl · 
 GP Denain · 
 Ronde van de Finistère · 
 Tro Bro Léon · 
 La Roue Tourangelle · 
 Ronde van de Apennijnen · 
 Grote Prijs van de Somme · 
 Grote Prijs van Plumelec · 
 ProRace Berlin · 
 Boucles de l'Aulne · 
 GP Kanton Aargau · 
 Ronde van Keulen · 
 Ronde van Limburg · 
 Velothon Wales · 
 Halle-Ingooigem · 
 Trofeo Matteotti · 
 GP Cerami · 
 GP Industria & Artigianato-Larciano · 
 Prueba Villafranca de Ordizia · 
 Ronde van Toscane · 
 Circuito de Getxo · 
 Polynormande · 
 RideLondon Classic · 
 GP Stad Zottegem · 
 Arnhem-Veenendaal Classic · 
 GP Jef Scherens · 
 Druivenkoers Overijse · 
 Schaal Sels · 
 Brussels Cycling Classic · 
 GP Fourmies · 
 Velothon Stockholm · 
 Ronde van de Doubs · 
 Coppa Bernocchi · 
 Coppa Agostoni · 
 GP van Wallonië · 
 Kampioenschap van Vlaanderen · 
 Memorial Marco Pantani · 
 Grote Prijs Impanis-Van Petegem · 
 GP van Isbergues · 
 GP Industria & Commercio di Prato · 
 Omloop van het Houtland · 
 Duo Normand · 
 Ronde van de Drie Valleien · 
 Milaan-Turijn · 
 Ronde van Piemonte · 
 Ronde van het Münsterland · 
 Ronde van de Vendée · 
 Memorial Frank Vandenbroucke · 
 Coppa Sabatini · 
 Parijs-Bourges · 
 Ronde van Emilia · 
 GP Beghelli · 
 Parijs-Tours · 
 Nationale Sluitingsprijs · 
 Chrono des Nations